# Hipersensibilidad
La hipersensibilidad clásicamente se refiere a una reacción inmunitaria exagerada que produce un cuadro patológico causando trastornos, incomodidad y a veces, la muerte súbita. Tiene muchos puntos en común con la autoinmunidad, donde los antígenos son propios. Las reacciones de hipersensibilidad requieren que el individuo haya sido previamente sensibilizado, es decir que haya sido expuesto al menos una vez a los antígenos en cuestión. La clasificación en cuatro grupos distintos fue propuesta por P. H. G. Gell y Robin Coombs en 1963. En la década de 1930 Coombs sistematizó estas reacciones de acuerdo al tiempo que demoraba la aparición de los síntomas y la dosis de desafío. Esta clasificación no solamente apuntaba a la cinética de las reacciones, sino también a los mecanismos involucrados, y ha sido fundamental para orientar la terapia y conocer los mecanismos.

## Clasificación de Gell y Coombs
| Tipo | Nombre alternativo                     | Alteraciones nombradas frecuentemente                                                                                            | Mediadores                  |
| ---- | -------------------------------------- | --- | --------------------------- |
| 1    | Alergia (inmediata)                    | - Atopia - Anafilaxia - Asma | - IgE                       |
| 2    | Anticuerpo dependiente                 | - Anemia hemolítica autoinmune - Trombocitopenia - Eritroblastosis fetal - Síndrome de Goodpasture - Miastenia Gravis            | - IgM o IgG - (Complemento) |
| 3    | Enfermedad de complejo inmune          | - Enfermedad del suero - Reacción de Arthus - Lupus eritematoso sistémico                                                        | - IgG - (Complemento)       |
| 4    | Citotóxica Hipersensibilidad retardada | - Dermatitis de contacto - Test de Mantoux - Prueba de Montenegro - Rechazo crónico de órgano trasplantado - Esclerosis múltiple | - Linfocito T               |

## Tipo 1 - inmediata (o atópica, o anafiláctica)
La hipersensibilidad tipo 1 es una reacción alérgica provocada por re-exposición a un tipo específico de antígeno referido como un alérgeno. La exposición puede haber sido por ingestión, inyección o por contacto directo. La diferencia entre una respuesta inmunitaria normal y una hipersensibilidad de tipo 1 es que las células plasmáticas secretan IgE de una forma descontrolada, superando ampliamente las 100 U/I establecidas como el conteo estándar de este tipo de Ig. Esta clase de anticuerpos se unen a los receptores para la porción constante (Fc) del anticuerpo sobre la superficie de los mastocitos tisulares y basófilos circulantes. Al cubrirse estas células con IgE son sensibilizadas al momento de la aparición inicial del alergeno. Con subsecuentes exposiciones al mismo alergeno, hace que las IgE se entrecrucen en la superficie celular de células sensibilizadas, resultando en una desgranulación y secreción de mediadores farmacológicamente activos, tales como la histamina, leucotrieno y prostaglandina. Los principales efectos de estos productos son la vasodilatación y la contracción del músculo liso.
Este tipo de reacción puede ser localizada o sistémica. Los síntomas varían de una irritación leve a la muerte súbita por anafilaxia. El tratamiento generalmente involucra el uso de epinefrina, antihistamínicos y corticosteroides.

## Tipo 2 - dependiente de anticuerpos
En la hipersensibilidad tipo 2, los anticuerpos producidos por el sistema inmunitario se unen a antígenos en la superficie misma de las células del paciente. Los antígenos así reconocidos pueden ser de naturaleza intrínseca (son parte innata de la célula del paciente) o extrínseca (absorbidas a la célula durante la exposición a un antígeno extraño, posiblemente una infección por algún patógeno). Estas células son reconocidas por macrófagos o células dendríticas que actúan como células presentadoras de antígeno, lo que causa que los linfocitos B respondan produciendo anticuerpos en contra del susodicho antígeno. Un ejemplo es la reacción a la penicilina, en el que la droga se une a los eritrocitos causando que éstas sean reconocidas como extrañas para el cuerpo. Ello hará proliferar los linfocitos B junto con la secreción de anticuerpos en contra del medicamento. Los anticuerpos de tipo IgG e IgM se unen a estos antígenos formando complejos que activan la vía clásica del complemento iniciando una secuencia que terminará con la eliminación de las células que presentan los antígenos extraños, causando lisis y muerte celular. Ese es el proceso regular de eliminación de patógenos, volviéndose peligroso para el hospedador si el proceso se activa en contra de sus propias células. La reacción puede durar horas o días en completarse.
Otro tipo de hipersensibilidad de tipo 2 es la llamada citotoxicidad celular dependiente de anticuerpos (CMCDA o CCDA). En este caso, las células que exhiben los antígenos extraños son marcados con anticuerpos (IgG o IgM), los cuales son luego reconocidos por células asesinas naturales y macrófagos (reconocidos vía IgG unido a la superficie del receptor, CD16 y FcγRIII), los cuales terminan liquidando a la célula así marcada.

### Algunos ejemplos
- Anemia autoinmune hemolítica
- Síndrome de Goodpasture
- Eritroblastosis fetal
- Pénfigo
- Anemia perniciosa autoinmune
- Trombocitopenia inmune
- Reacciones de transfusión
- Tiroiditis de Hashimoto
- Enfermedad de Graves
- Miastenia gravis
- Fiebre reumática

## Tipo 3 - Complejo inmune
En la hipersensibilidad tipo 3, se forman en la sangre complejos inmunes solubles, es decir, agregados de anticuerpos IgG e IgM, que son depositados en varios tejidos (típicamente la piel, los vasos sanguíneos, riñón y las articulaciones) donde disparan una respuesta inmunitaria fundamentado en la vía clásica de la activación del complemento y causan vasculitis, glomerulonefrítis y artritis. Hay dos etapas relacionadas al desarrollo de complejos inmunes, primero el complejo se forma cuando los anticuerpos IgG e IgM se unen al antígeno, luego de lo cual, los complejos se tornan de mayor tamaño los que pueden ser eliminados del cuerpo. Es en la primera etapa de esta formación que no es posible eliminar estos complejos antígeno:anticuerpo del organismo, por lo que son esparcidos y depositados en los tejidos mencionados. La reacción puede tardar desde varias horas hasta días para desarrollarse.

### Algunos ejemplos
- Glomerulonefritis por complejos inmunes
- Artritis reumatoide
- Enfermedad del suero
- Endocarditis bacteriana subaguda
- Algunos de los síntomas del paludismo
- Lupus eritematoso sistémico
- Reacción de Arthus (Pulmón del granjero)

## Tipo 4 - Mediada por células (Hipersensibilidad Tipo Retrasada o Tardía, DTH)
La hipersensibilidad tipo 4 es frecuentemente llamada tardía, pues  la reacción tarda 2 o 3 días en instaurarse. A diferencia de los otros tipos, no es mediada por anticuerpos, sino por células inmunitarias.
Los linfocitos T CD8 y CD4 cooperadores reconocen los antígenos en un complejo con el complejo mayor de histocompatibilidad tipo I y II. Las células presentadoras de antígeno en este caso son los macrófagos que secretan IL-12, el cual estimula la proliferación de más linfocitos T. Los CD4+ secretan también IL-2 e interferón gamma, estimulando aún más la liberación de citocinas, de ese modo mediando la respuesta inmunitaria. Las células CD8 destruyen las células diana al entrar en contacto con ellas mientras que los macrófagos activados producen enzimas hidrolíticas y, ante ciertos patógenos intracelulares, se transforman en células gigantes multinucleadas.

### Algunos ejemplos
- Arteritis temporal
- Algunos síntomas de la lepra
- Algunos síntomas de tuberculosis
- Enfermedad celíaca
- Dermatitis alérgica.

## Otras acepciones
En neurología, psicología y psiquiatría el término es usado usualmente también para denominar ciertas anormalidades de carácter sensorial. Por ejemplo, la denominación se suele utilizar para referirse a la incapacidad de muchos individuos pertenecientes al espectro autista para soportar el contacto físico con otras personas. De igual manera, también es utilizado para englobar diversos síntomas o patologías que aumentan la capacidad de percepción de ciertos estímulos, como la fotofobia (hipersensibilidad a la luz), hipersensibilidad auditiva, olfativa, entre otras.  